# Francesca Deidda
Francesca Deidda (Cagliari, 16 gennaio 1992) è una nuotatrice artistica italiana.

## Carriera
Francesca Deidda ha debuttato a livello internazionale partecipando al combinato e alla gara a squadre durante i Mondiali giovanili del 2008 svolti a San Pietroburgo. Ha conquistato la sua prima medaglia con il bronzo vinto nel 2010 agli Europei giovanili di Tampere nel combinato; l'anno seguente, agli Europei giovanili di Belgrado 2011, ha nuovamente vinto il bronzo nel combinato a squadre.
Ai Mondiali di nuoto di Shanghai 2011 si è piazzata al sesto posto nel combinato, nonostante però una buona serie di risultati la squadra italiana non è riuscita a qualificarsi per le Olimpiadi di Londra 2012. Il combinato a squadre le ha fruttato altre due medaglie di bronzo con la partecipazione agli Europei di Eindhoven 2012 e Berlino 2014.
Durante gli Europei di Londra 2016, rivelatisi particolarmente positivi per la nazionale italiana di nuoto sincronizzato, ha ottenuto la sua prima medaglia d'argento partecipando al programma libero della gara a squadre. Ha rappresentato l'Italia alle Olimpiadi di Rio de Janeiro 2016 piazzandosi al quinto posto con la squadra azzurra.
Deidda ha fatto parte della squadra italiana che ai Mondiali di Gwangju 2019 ha conquistato la prima storica medaglia iridata a squadre classificandosi seconda nell'highlight, routine di nuova introduzione nei campionati, dietro l'Ucraina e davanti alla Spagna.

## Palmarès
- Mondiali

Gwangju 2019: argento nell'highlight.
- Europei

Eindhoven 2012: bronzo nel libero combinato.
Berlino 2014: bronzo nel libero combinato.
Londra 2016: argento nella gara a squadre (programma libero), bronzo nella gara a squadre (programma tecnico) e nel libero combinato.
Glasgow 2018: argento nel libero combinato, bronzo nella gara a squadre (programma tecnico e libero).
- Europei giovanili

Tampere 2010: bronzo nel libero combinato.
Belgrado 2011: bronzo nel libero combinato.